# RD-0233
O RD-0233 (ou 15D95) e o RD-0234 (ou 15D96) são motores de foguete de combustível líquido, alimentados com N2O4 e UDMH usando um ciclo de combustão em estágios. A única diferença entre o RD-0233 e o RD-0234 é que esse último possui um trocador de calor para aquecer os gases que pressurizam os tanques. Três RD-0233 e um RD-0234 são usados no primeiro estágio do míssil ICBM UR-100UTTKh. Como esses motores estão fora de produção já a algum tempo, a operação dos foguetes UR-100NU, Rokot e Strela está prejudicada desde 2015.